# Hartmut Kübler
Hartmut Kübler (* in Stuttgart) ist ein deutscher Jurist und emeritierter Professor der Hochschule Kehl. Er war von 1990 bis 1999 dortiger Rektor. 

## Leben
Nach seinem Studium der Rechtswissenschaften in Tübingen und Bonn war Kübler unter anderem Richter am Verwaltungsgericht Stuttgart und Oberregierungsrat im Regierungsbezirk Nordwürttemberg. 1971 wurde Kübler an die heutige Hochschule Kehl versetzt. 1987 bis 1990 war Kübler dortiger Prorektor, 1990 bis 1999 Rektor.

## Wirkung
In Küblers Amtszeit fallen unter anderem die Gründung eines der ersten Steinbeis-Transfer-Zentren im Bereich der öffentlichen Verwaltung (Kommunalberatung Kehl), des Akademischen Auslandsamtes der Hochschule Kehl und der Veranstaltungsreihe Kehler Forum. Außerdem wurde während seiner Amtszeit das Hochschulmagazin Klartext ins Leben gerufen.

## Schriften (Auswahl)
- Hartmut Kübler: Informationstechnik in Verwaltungsorganisationen. Kohlhammer, Stuttgart 1987. ISBN 3-17-009568-4
- Hartmut Kübler (Red.): Integration der Personal- und Organisationsarbeit. Fachhochschule für Öffentliche Verwaltung, Kehl 1984.
- Hartmut Kübler: Der Einfluss des Personalrats. Boorberg, Stuttgart 1981. ISBN 3-415-00890-8
- Hartmut Kübler (mit Klaus Fuchs): Personalwesen und Gebietsreform. Nomos, Baden-Baden 1979. ISBN 3-7890-0451-0
- Hartmut Kübler: Organisation und Führung in Behörden. Kohlhammer, Stuttgart 1974. ISBN 3-17-002854-5
- Hartmut Kübler (mit Karl Kübler): Moderne öffentliche Verwaltung. Kohlhammer, Stuttgart 1971. ISBN 3-17-104011-5
- Hartmut Kübler (mir Reiner Speidel): Handbuch des Baunachbarrechts. Boorberg, Stuttgart 1970. ISBN 3-415-00006-0